# Chiesa di San Salvatore al Vescovo
La chiesa di San Salvatore al Vescovo è un luogo di culto cattolico di Firenze che si affaccia su piazza dell'Olio ed è come incastonata nel retro del palazzo Arcivescovile, da cui trae la sua denominazione.

## Storia e descrizione
Documentata già nel 1032, ma risalente forse al IX secolo, pare essere stata ricostruita nel 1221 su progetto di Lapo Tedesco (notizia del Vasari riportata nella Vita di Arnolfo di Cambio; una lettura superficiale del testo ha fatto scrivere a diversi autori che il progetto di San Salvatore spettasse ad Arnolfo stesso, che nel 1221 non era ancora nato). Fu una delle trentasei parrocchie della "cerchia antica". 

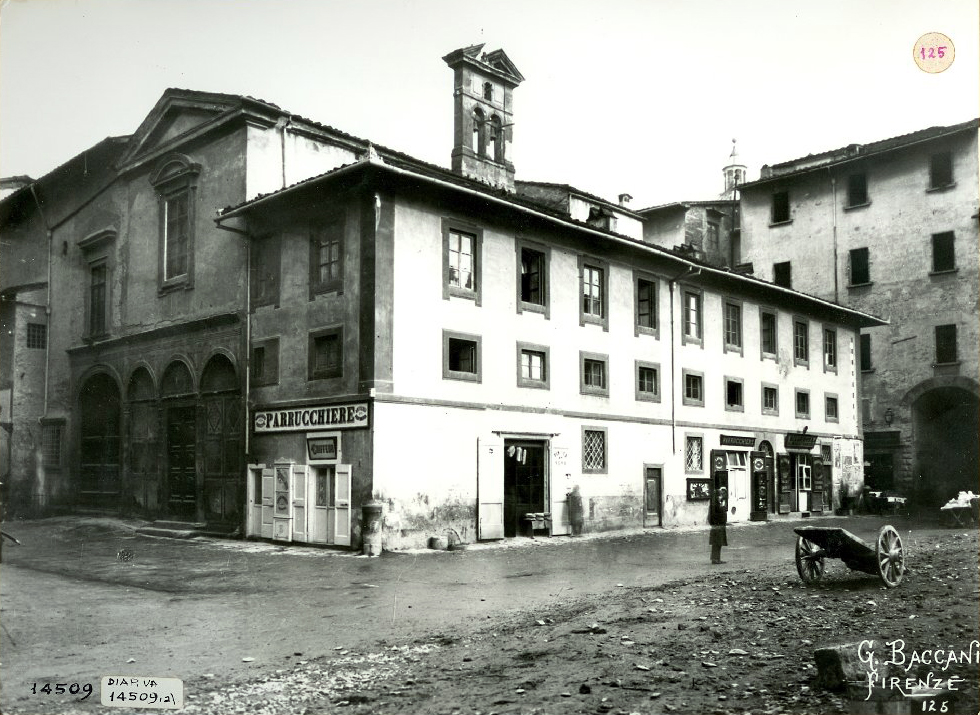
La chiesa verso il 1880

Ha una misurata facciata romanica (almeno nella metà inferiore) con tre arcate cieche su semicolonne decorate da specchiature con intarsi marmorei in bianco di Carrara e verde serpentino. Sotto le arcate laterali si trovano  sei riquadri per lato, dei quali solo quelli superiori presentano intarsi con un motivo a losanga, sormontati da finestre nelle lunette; sopra al portale si trova poi una lunetta con sette elementi verticali, che probabilmente alludono a sette candelabri da altare (simili ai sei ai lati di una croce da altare sulla sommità della facciata di San Miniato); oltre gli archi, con eleganti profilature bicrome, corre poi un piccolo fregio a tasselli bianchi e neri disposti in losanga. Di squisita fattura i capitelli, rielaboranti modelli corinzi, con al centro, al posto del fiore dell'abaco, un ramoscello attorcigliato a spirale che ricorda, nella forma, un bastone pastorale. Nel complesso, si tratta di un raro esempio del gusto romanico fiorentino, che ha come termini di paragone soltanto la facciata di San Miniato al Monte, il paramento esterno del Battistero e le facciate della Badia Fiesolana e della collegiata di Empoli. 
La chiesa era originariamente separata dalle case del Vescovado, finché il palazzo non venne ampliato e divenne la cappella privata del vescovo. Ciò fu ufficializzato nel 1441 quando papa Eugenio IV unì la parrocchia di San Salvatore a quella della vicina San Ruffillo. 
L'interno della chiesa ha invece un aspetto settecentesco, operato nel corso dei lavori all'Arcivescovado di Bernardino Ciurini, conclusi nel 1737, e che compresero anche la ristrutturazione del cortile del palazzo, su cui si trova un ingresso alla chiesa. Ad aula unica, con alta navata coperta da volta a botte, è interamente decorata da affreschi settecenteschi, fra i quali sulla volta l'Ascensione di Cristo di Vincenzo Meucci e nella navata la Resurrezione dello stesso autore; nella cupoletta del coro la Trasfigurazione di Giandomenico Ferretti, autore anche dell'Adorazione dei Pastori (1738) dietro l'altare; le quadrature architettoniche e i santi a monocromo sulle pareti di Pietro Anderlini.
La parte superiore della facciata venne rifatta nell'Ottocento con la finestra a oculo di gusto medievale, al posto di una settecentesca finestra rettangolare con timpano ad arco. Negli stessi lavori, databili al 1895 circa, venne ampliato il corpo del palazzo Arcivescovile sopra la chiesa stessa, mantenendo esternamente solo il profilo della facciata a capanna. Il campanile a vela fu smontato, rimpicciolito e ricollocato poi in cima alla nuova costruzione; oggi lo si può vedere da via Roma. 

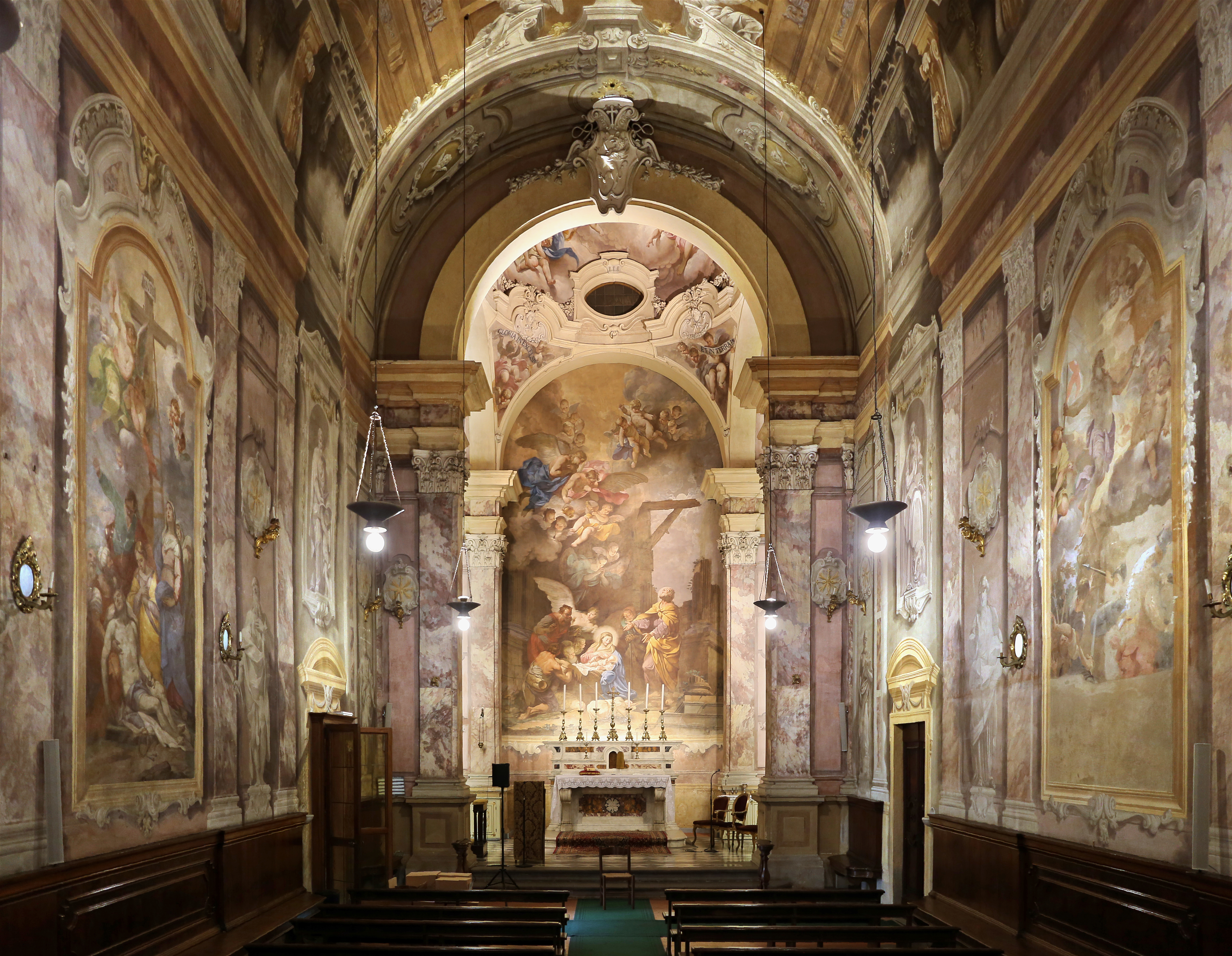
Interno
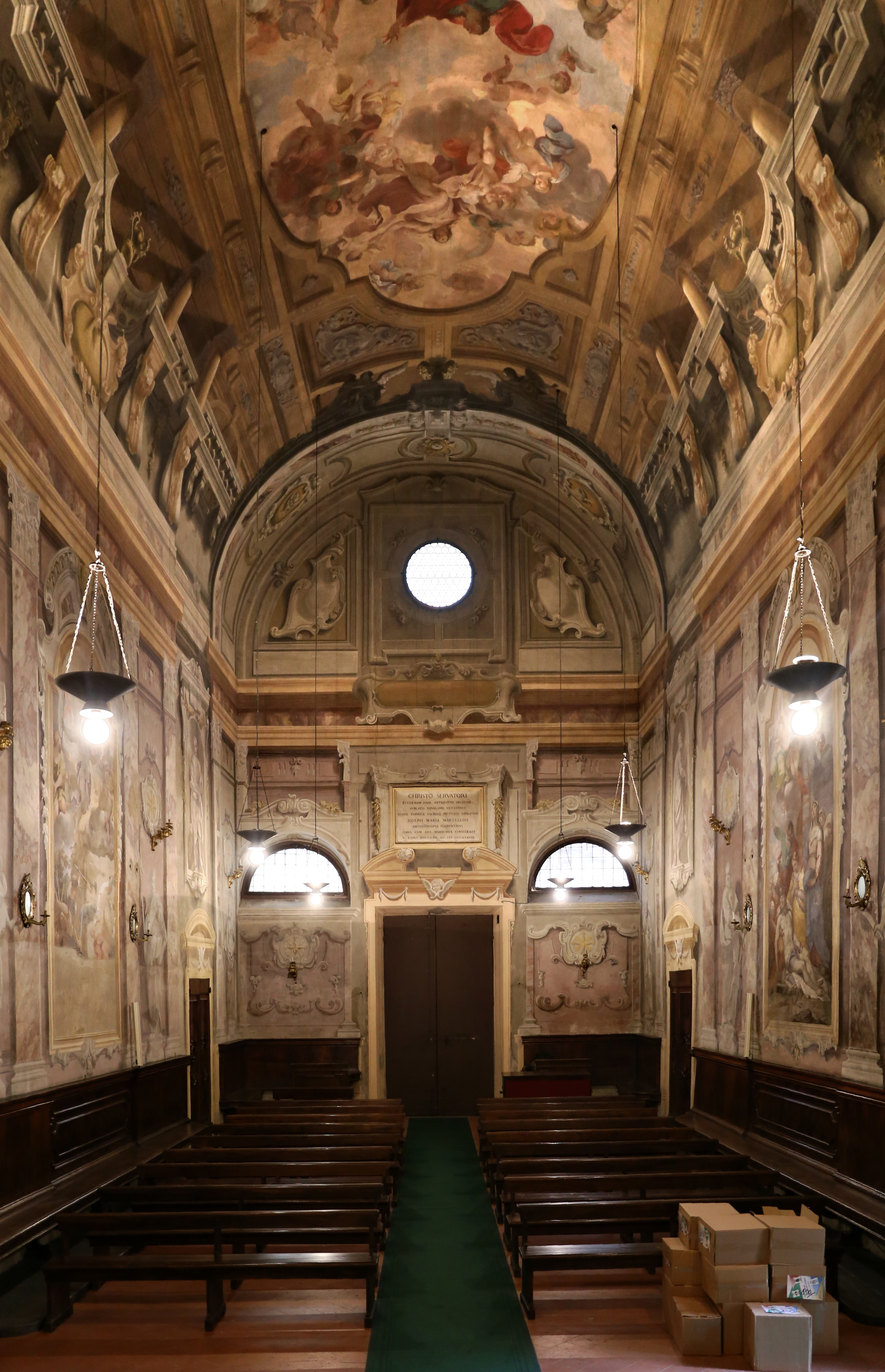
Interno
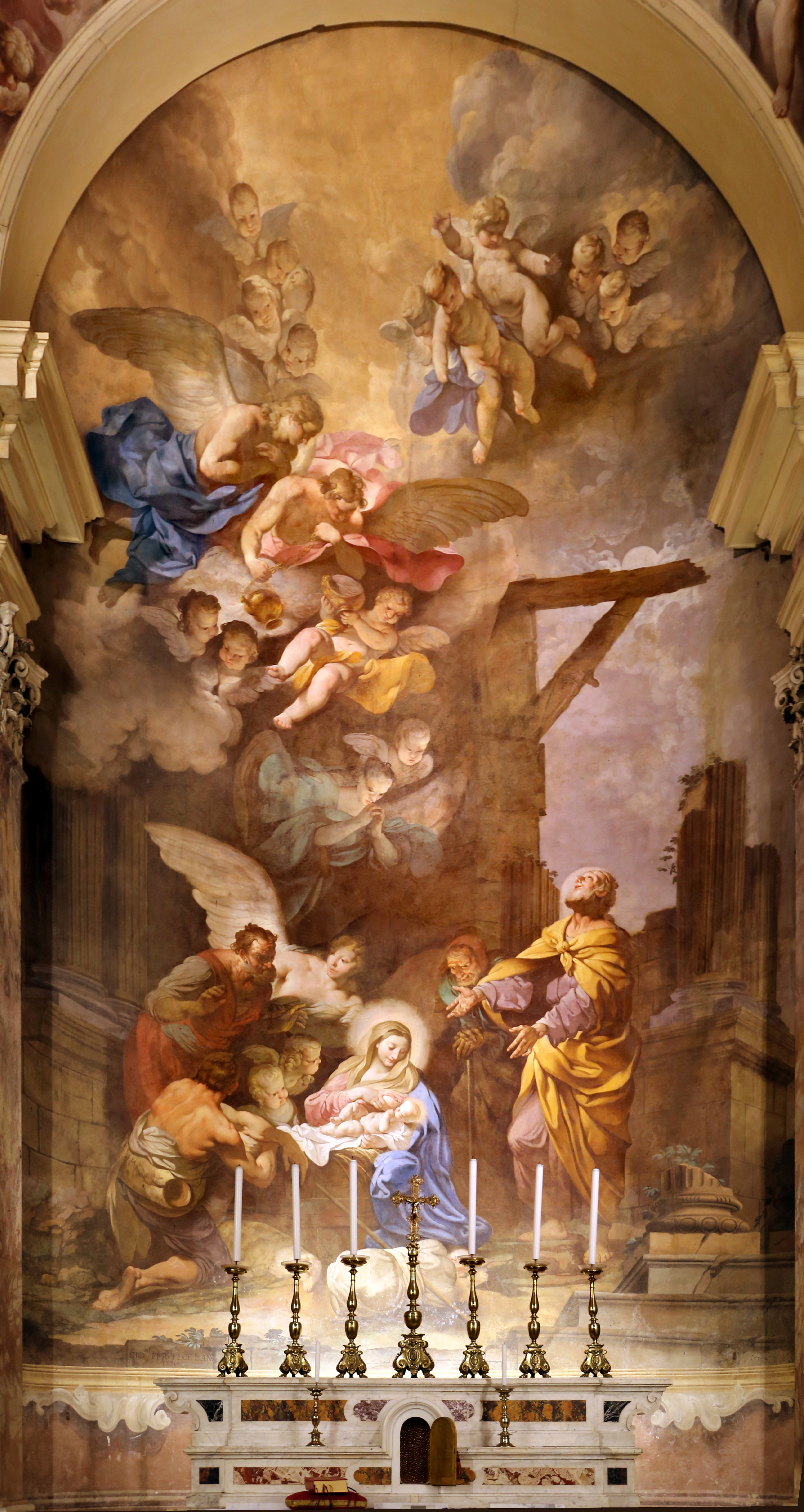
Gian Domenico Ferretti, Adorazione dei pastori, 1738
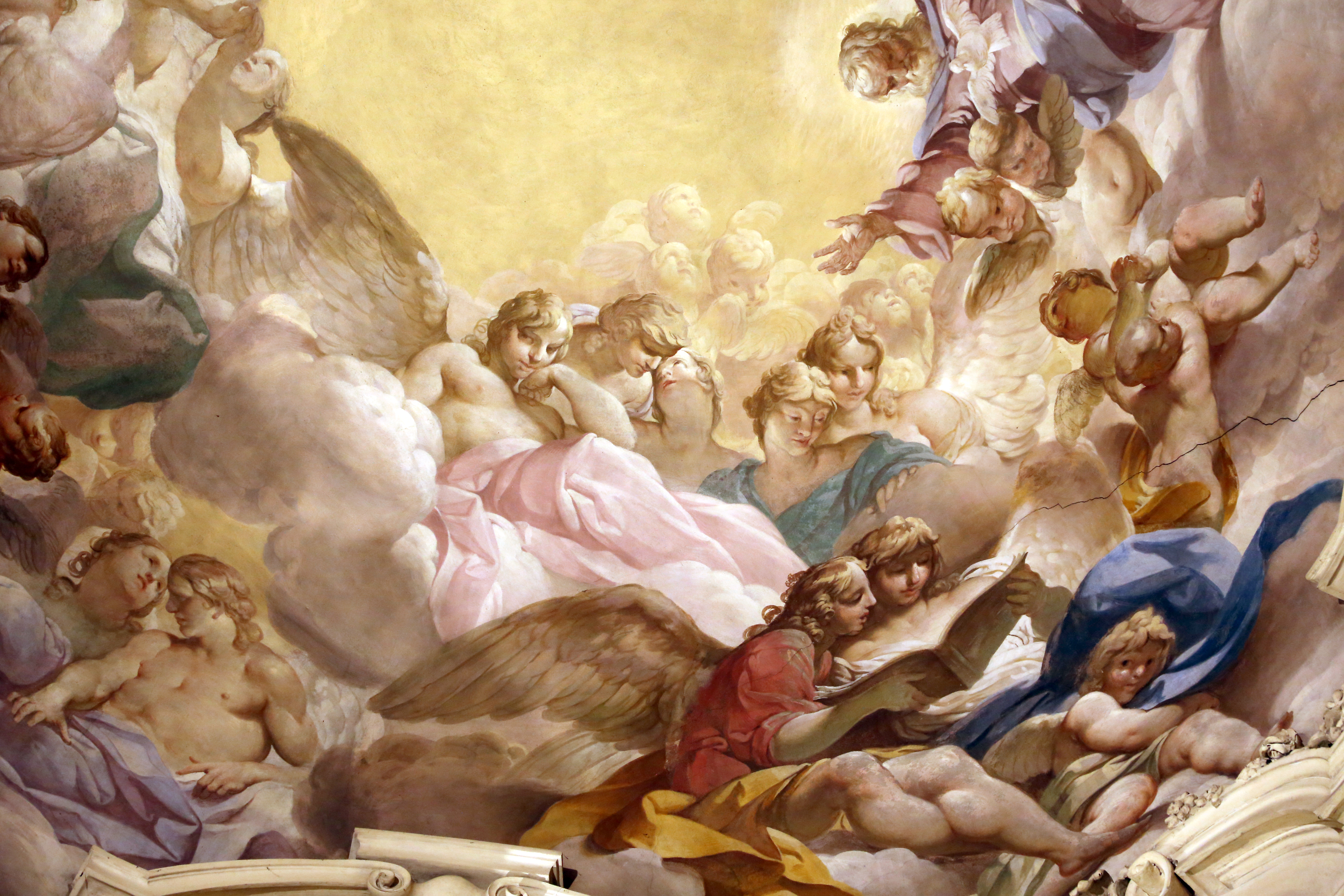
Gian Domenico Ferretti, affreschi della cupoletta del presbiterio
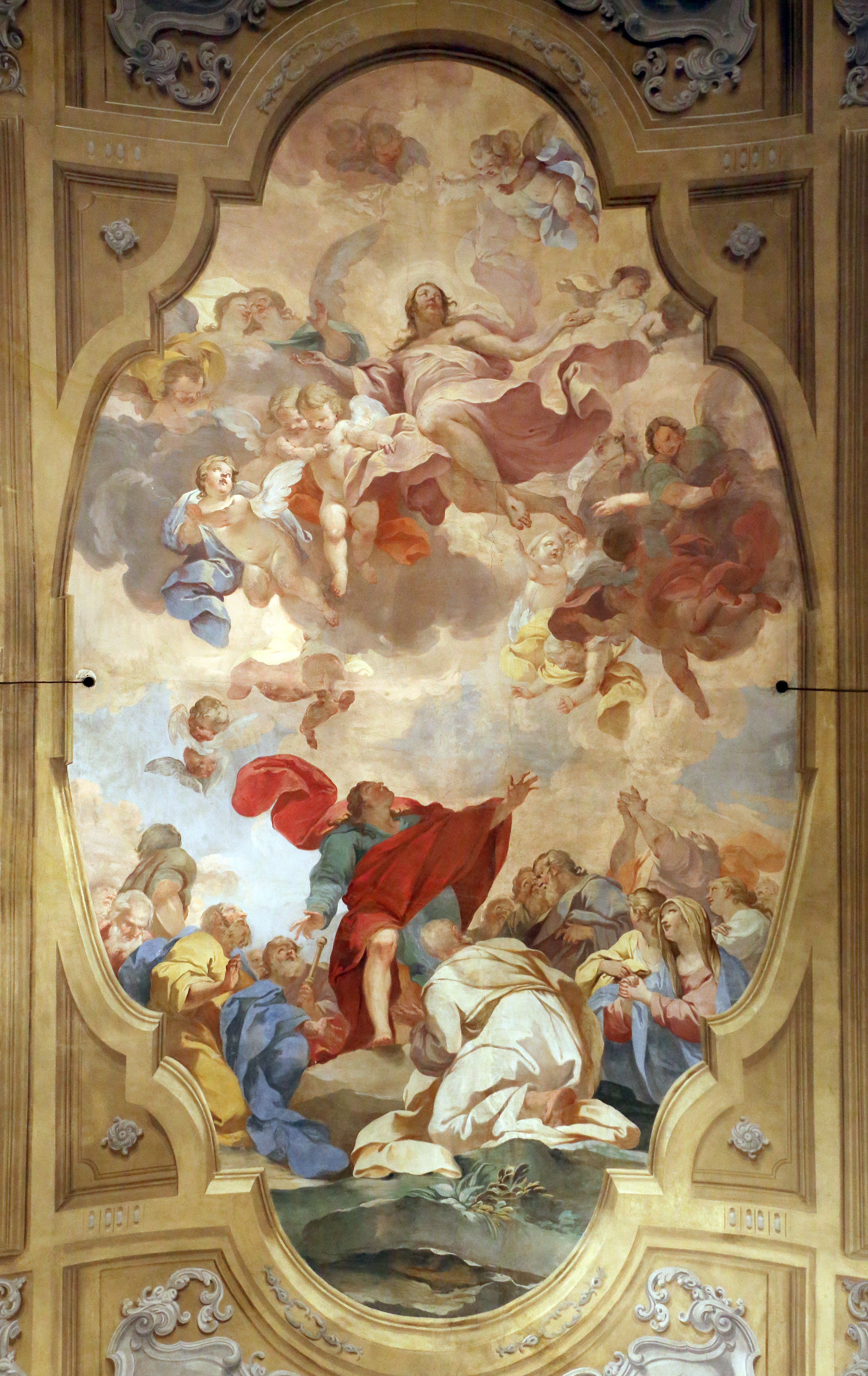
Vincenzo Meucci, Ascensione di Cristo

## Note

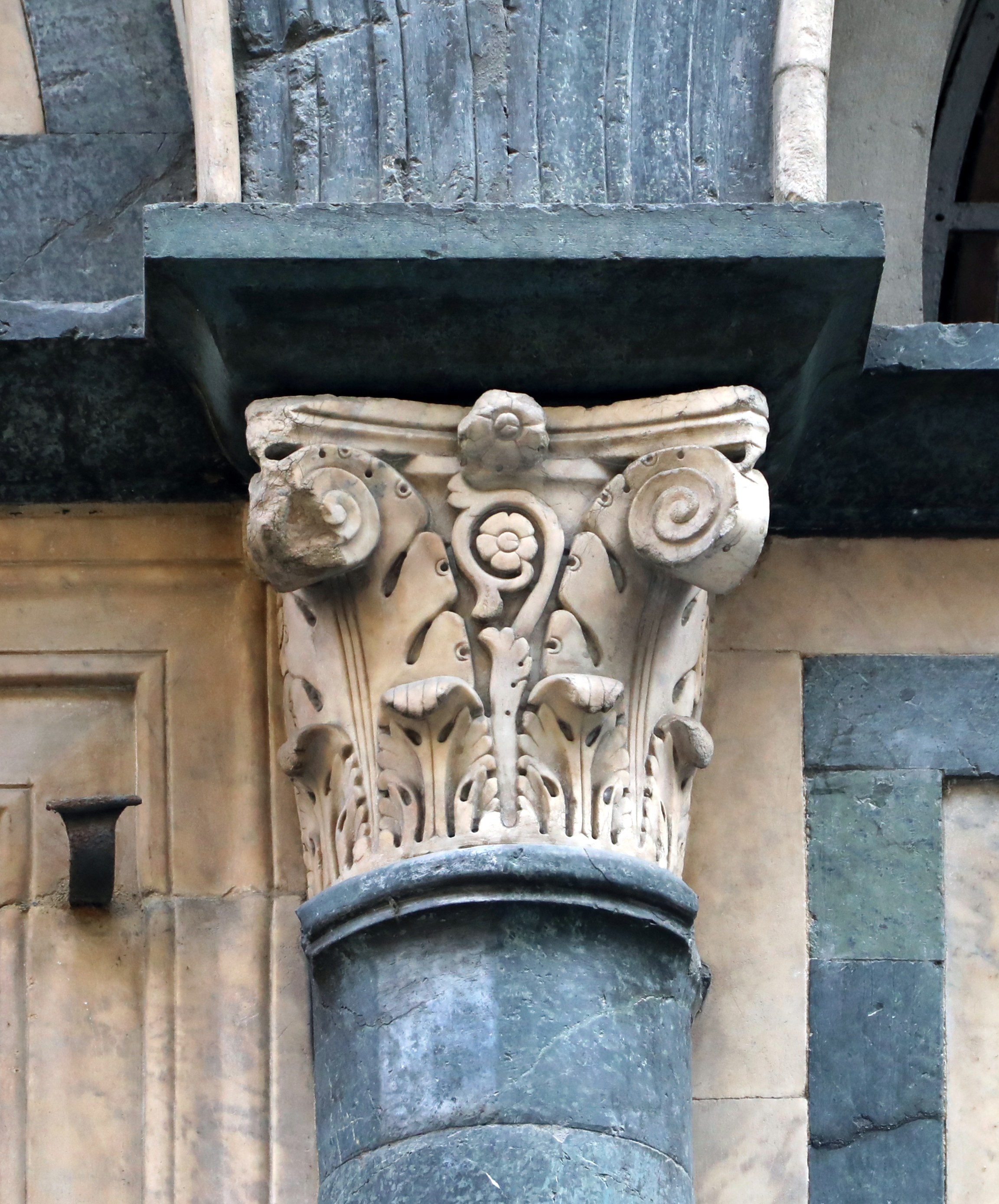
Capitello